# 유사 (수리학)

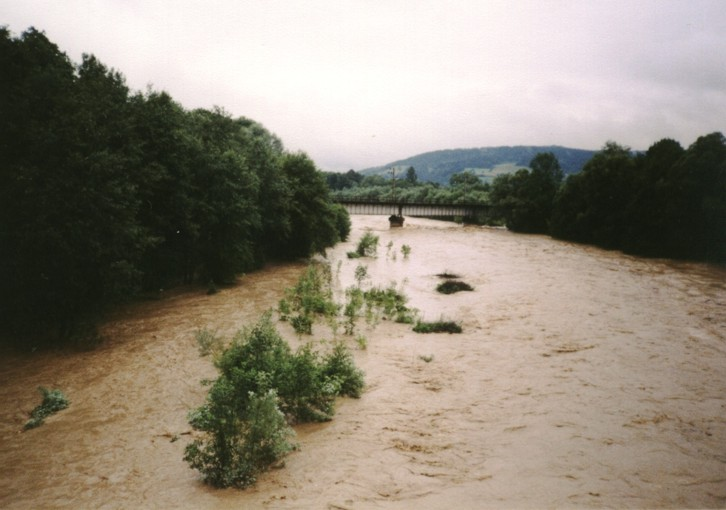
유사로 인해 하천수가 흙색으로 변했다.

유사(流沙)는 흐르는 물에 의해 이동하는 모래나 점토 등을 말한다. 물에 의해 모래나 점토가 이동하는 현상은 유사 현상 또는 토사의 유송 등으로 부른다. 특히 홍수기에 하천수량이 많아지고 유속이 빨라지면 흙이 하천을 따라 이동하다가 퇴적되는데, 유사에 의해 하천수가 흙탕물이 되는 것을 볼 수 있다.

## 종류
유사는 이송 방식에 따라 크게 부유사(suspended load), 소류사(bed load)로 구분한다. 부유사는 운반되는 동안 몇 시간정도는 떠서 이동하는 유사이고, 소류사는 비교적 입경이 커서 강 바닥 부근에서 굴러서 이동하거나, 미끄러지며 이동(활동, sliding)한다.

## 유사량
유사량 Qs은 유사 농도 C와 유량 Q의 곱으로 나타낸다.
{\displaystyle Q_{s}=C\cdot Q}
유사량의 차원은 단위 시간 당 질량[MT-1]이다. 농도는 [ML-3], 유량은 [L3T-1]의 차원을 갖는다.

## 유사량 계산
유사량 계산방법은 직접 현장 측정하여 계산하는 방법이 있고, 이론식을 통해 유도하는 방법이 있다. 유사량 이론은 직접 측정하는 것에 비해 정확도가 떨어진다. 현장 측정은 이론식으로부터 계산하는 것보다 신뢰성이 높으나, 시간과 비용이 많이 드는 단점이 있다.

### 왕복 수심적분 부유사 채취법
수심적분 부유사 채취법은 현장에서 부유사 채취기를 하천에 연직으로 넣어 강 바닥에서 0.20m 위 깊이까지 왕복하는 동안 부유사를 채취하는 방법이다. 현장으로 출발하기 전, 측정 장소의 하천수심, 지형, 기상예보, 가용 인원 등을 파악하고 계획을 세운다. 수위가 상승, 첨두, 하강할 때 유사 채취를 할 수 있도록 해야 한다. 한 측정 장소에서 15회 이상 채취할 수 있어야 한다. 수심이 1m는 되어야 원활한 유사 채취가 가능하다. 측선 수 결정에는 간편법, 등간격법, 등유량법 중 하나를 사용한다. 교량에 인도부가 충분하여 차량통제의 필요성이 없는 경우 권양기 조작 1명, 시료통 교체 및 온도 측정 1명, 야장 작성 1명, 보조 1명으로 총 3명 내지 4명이 필요하다. 차량통제가 필요할 경우 직접 유사량 채취에 참여하는 3명, 신호수 2명으로 총 5명이 필요하다.
현장 측정을 위해 교량 위에 권양기 1기, 유사 채취기 1기, 측선 수만큼의 유사 시료통, 야장, 온도계, 초시계, 유성 매직을 준비한다. 유사 채취기는 물고기처럼 유선형으로 생겼고 청동 등의 금속 재질이며, 28kg정도의 무게를 가지고 있어 와이어줄에 매달아 권양기를 이용해 하강 또는 상승시킨다. 기종에 따라 재질과 무게가 다르며 사용 가능한 최대 유속이 다르다. 유사 시료통에는 미리 교량 이름, 채취 날짜, 측정 회차, 측선 번호를 적는다. 측선 번호는 하천 하류를 바라본 상태에서 좌안부터가 1번이다. 같은 유량이 되도록 하천 단면에 5-7개 이상의 측선을 설정한다. 긴급 시에는 3개 측선만 사용할 수 있다. 측선 번호를 적을 때 같은 장소에서 시간을 달리하여 여러 번 측정하므로 "(측정 회차) - (측선 번호)"와 같이 두 개의 숫자를 적는다. 예컨대 영주시 미림교에서 2020년 7월 27일 09시에 5개 측선을 두어 측정하는 경우 아래 그림과 같이 기록한다.

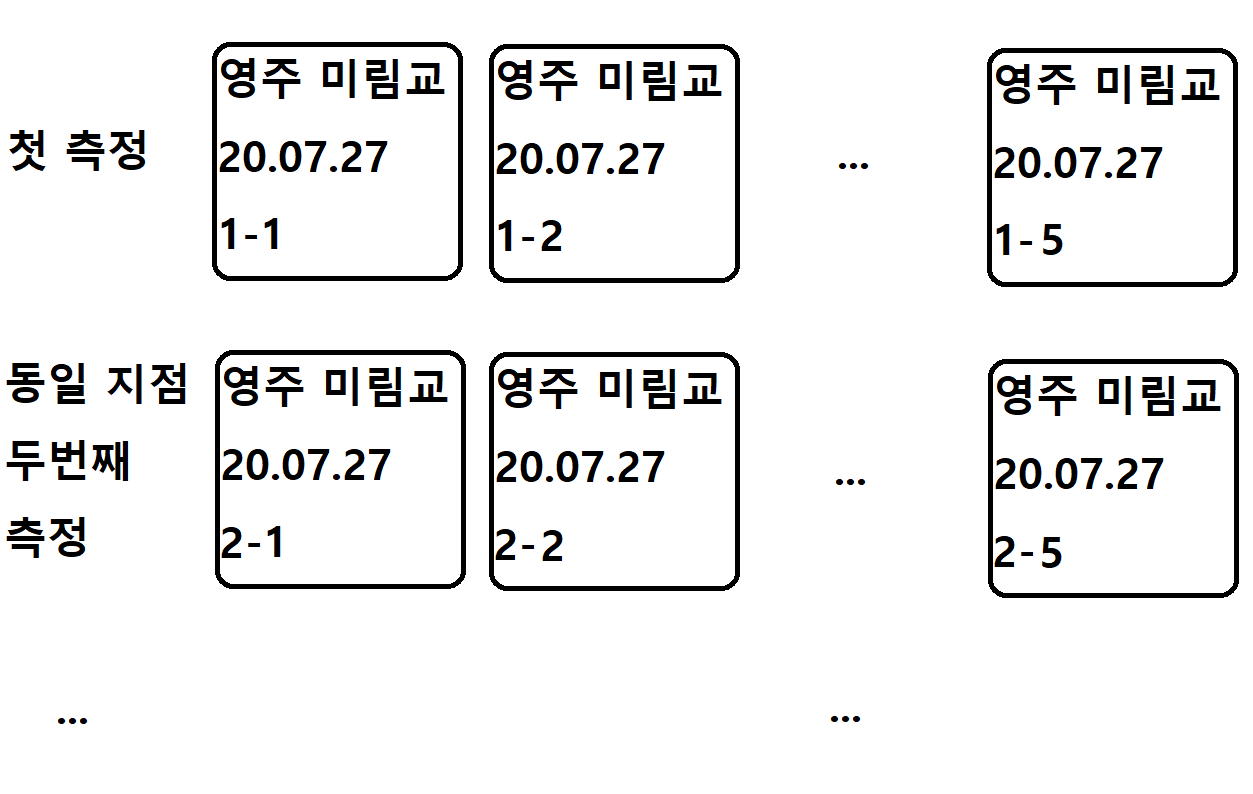
유사 시료통에 측정 위치, 날짜 등을 적는다.

교량에 인도 부분이 없어 차도를 차지한 상태에서 해야하는 경우, 지나가는 차량으로부터 안전하게 작업하기 위하여 충분한 수의 라바콘과 휴대용 무전기 2개, 경광봉 2개, 작업 안내 표지 2개, 신호수 2명도 배치해야 한다. 일반적으로 홍수기에 작업하기 때문에 우의와 장화 등도 준비한다. 하천 하류를 바라본 상태에서 권양기를 조립하고 와이어 줄에 유사 채취기를 매단다. 유사 채취기의 머리쪽을 열어 빈 유사 시료통을 넣고 다시 닫는다.
야장에 작업 시작 시간과 수위를 적고, 유사 채취기가 하천을 향하도록 권양기를 돌리고 이동 바퀴를 고정시킨다. 와이어 줄을 풀어 유사 채취기 꼬리가 하천수에 잠기는 순간 초시계로 초를 재기 시작한다. 하천 유속의 0.1-0.4배에 해당하는 일정한 속도로 줄을 계속 풀어 채취기가 하상보다 0.20m 상단에 도착하는 순간 수심을 읽고, 도로 와이어를 감아 채취기를 상승시킨다. 유사 채취기가 수면 위로 올라오면 초시계를 멈추고 시간과 수심을 야장에 기입한다. 채취기를 완전히 교량까지 올린 다음, 채취기 내의 시료통을 뺀다. 뺄 때 시료가 밖으로 새지 않도록 채취기를 살짝 경사지게 잡아야 한다. 시료통에 시료는 60-80%가 담겨 있어야 하며, 그렇지 않다면 통을 비우고 다시 반복해야 한다. 시료통에 담긴 시료의 온도를 재고 야장에 기입, 다음 시료통을 넣고 권양기를 다음 측선으로 이동하여 과정을 반복한다.
해당 회차에 모든 측선에서 시료를 채취했다면, 작업 종료 시각과 수위를 야장에 적고 장비를 정리하여 철수한다. 시료는 실험실로 보낸다.

## 같이 보기
- 한스 알베르트 아인슈타인

## 참고 자료
- 한국수자원조사기술원 유사량 설명 보관됨 2020-07-26 - 웨이백 머신
- 송재우. 《수리학》 3판. 구미서관.